# Calophylleae
Calophylleae es una gran tribu de  plantas pantropicales de la subfamilia Kielmeyeroideae. En el sistema APG III ha sido elevado a la categoría de familia con el nombre de Calophyllaceae

## Géneros
Calophyllum
Caraipa
Clusiella
Haploclathra
Kayea
Kielmeyera
Mahurea
Mammea
Marila
Mesua
Neotatea
Poeciloneuron